# Чкалово (Люберецький міський округ)
Чка́лово (рос. Чкалово) — селище у складі Люберецького міського округу Московської області, Росія.

## Населення
Населення — 278 осіб (2010; 401 у 2002).
Національний склад (станом на 2002 рік):
- росіяни — 95 %